# Юнчунь
Юнчу́нь (кит. упр. 永春, пиньинь Yǒngchūn) — уезд городского округа Цюаньчжоу провинции Фуцзянь (КНР).

## История
В эпоху Пяти династий и десяти царств в 933 году, когда эти земли находились в составе государства Поздняя Тан, из уезда Наньань был выделен уезд Таоюань (桃源县). В 938 году, когда эти земли оказались в составе государства Поздняя Цзинь, в связи с тем, что уезд с точно таким же названием имелся на территории современной провинции Хунань, данный уезд был переименован в Юнчунь. Во времена империи Цин уезд был в 1734 году поднят в статусе, став Юнчуньской непосредственно управляемой областью. После Синьхайской революции в Китае была проведена реформа структуры административного деления, в ходе которой области были упразднены, и поэтому в 1913 году область вновь стала уездом.
После образования КНР в 1949 году был создан Специальный район Цюаньчжоу (泉州专区), и уезд вошёл в его состав. В 1955 году Специальный район Цюаньчжоу был переименован в Специальный район Цзиньцзян (晋江专区). В 1971 году Специальный район Цзиньцзян был переименован в Округ Цзиньцзян (晋江地区).
Постановлением Госсовета КНР от 14 мая 1985 года округ Цзиньцзян был преобразован в городской округ Цюаньчжоу.

## Административное деление
Уезд делится на 18 посёлков и 4 волости.

## Экономика
Юнчунь является крупнейшим центром производства ароматических веществ и благовоний. Каждая третья ароматическая палочка в мире производится в поселке Дапу. В промышленном парке благовоний работает свыше 300 предприятий, продукция которых экспортируется в Европу, Америку и Юго-Восточную Азию. В секторе благовоний заняты более 30 тыс. жителей уезда Юньчунь. В 2020 году объём производства благовоний в Юнчуне достиг 10,2 млрд юаней (1,6 млрд долл. США). В 2021 году это ремесло вошло в пятый список объектов нематериального культурного наследия КНР. 